# 维亚切斯拉夫·乔斯
维亚切斯拉夫·阿纳托利耶维奇·乔斯（烏克蘭語：В'ячеслав Анатолійович Чаус；1977年8月28日—）是乌克兰政治人物，自2021年8月4日起担任切尔尼戈夫州州长。